# Davies (Marskrater)
Davies ist ein rund 48 Kilometer großer Einschlagkrater auf dem Mars. Er liegt im östlichen Randbereich des Tieflands Acidalia Planitia nahe dem Hochland Arabia Terra.
Da sein Namensgeber, der US-amerikanische Ingenieur Merton E. Davies (1917–2001), die NASA bei der Kartographierung des Mars unterstützte und den Nullmeridian festlegte, ist es nur angemessen, dass der von der Internationalen Astronomischen Union (IAU) 2006 nach ihm benannte Krater ebenfalls auf dem Nullmeridian liegt.